# Нгуен Кхань
Нгуен Кхань (вьет. Nguyễn Khánh; 8 ноября 1927, провинция Чавинь, Французский Индокитай — 11 января 2013, Сан-Хосе, Калифорния, США) — военный и государственный деятель Республики Вьетнам (Южный Вьетнам), президент и премьер-министр Южного Вьетнама (1964).

## Биография
Родился в 1927 году, в провинции Чавинь Французского Индокитая, в обеспеченной семье. Учился в элитной французской школе в Сайгоне. В юности присоединился к коммунистическому движению, боровшемуся против французских колониалистов, однако через 15 месяцев он покинул ряды сторонников Хо Ши Мина, чему давались разные объяснения: от предательства за французские деньги до его собственного объяснения, что он был не коммунистом, а националистом.
В 1946 г. он окончил французскую Военную академию Сен-Сир, получив звание лейтенанта. Он присоединился к войскам лояльного Франции императора Бао Дая. После разделения страны становится начальником штаба ВВС Южного Вьетнама. В 1956—1957 гг, в звании полковника командовал Первой пехотной дивизией, находившейся на 17-й параллели. В 1957 г. прошел переподготовку в Командно-штабном колледже СВ США, Форт Ливенворт, штат Канзас и U.S. Joint & Combined School на Окинаве, Япония.
- 1957 г. — назначен командующим в провинции Хаузянг,
- 1959 г. — назначен генеральным секретарем министерства обороны,
- 1960 г. — повышен до генерал-майора и назначен начальником генерального штаба армии Южного Вьетнама.

После попытки государственного переворота в 1960 г. из-за занятой им неоднозначной позиции был понижен до начальника корпуса. В 1963 г. участвовал в военном перевороте во главе с генералом Зыонг Ван Минем. Однако политических дивидендов из этого не извлек. Тем временем в стране нарастали противоречия между военным политическим руководством и гражданским правительством. В 1964 г. осуществил бескровный переворот и встал во главе государства. Под действием массового протестного общественного движения был вынужден передать власть гражданским лицам. Однако своё влияние он сохранил и после избрания на пост главы государства Фан Кхак Шиу, поскольку оставался главнокомандующим вооруженными силами.
В феврале 1965 г. он был отстранен от власти в результате военного переворота во главе с Нгуен Ван Тхиеу и Нгуен Као Ки. Был назначен послом по особым поручениям, после падения Южного Вьетнама с 1977 г. жил в США. В январе 2005 г. был назначен главой государства так называемого правительства Свободного Вьетнама, антикоммунистической организацией в Литтл-Сайгоне, Вестминстер, Калифорния, США.